# Dymitr (Kommatas)
Dymitr, imię świeckie Dimitrios Kommatas (ur. 26 października 1952 w Kurtuluş) – grecki duchowny prawosławny w jurysdykcji Patriarchatu Konstantynopola, od 2018 metropolita Wysp Książęcych.

## Życiorys
14 lipca 1975 przyjął święcenia diakonatu, a 14 października 1990 prezbiteratu. 4 listopada 1990 otrzymał chirotonię biskupią ze stolicą tytularną Sebastei. 28 kwietnia 2018 został intronizowany jako Starszy Metropolita Wysp Książęcych.